# Dolores Rivas Cherif
Dolores Rivas Cherif (Madrid, 1 de octubre de 1904 - Cuauhtémoc, 30 de abril de 1993) fue la esposa del último presidente de la Segunda República Española Manuel Azaña, exiliada en México tras la muerte de su marido en Francia en 1940.

## Biografía

### Orígenes familiares
Nació en una familia de la burguesía acomodada madrileña, y se crio en el barrio de Salamanca. Era hija de Matías Rivas y Susana Cherif. Se cuenta con poca información sobre su vida, aparte de las referencias en las memorias de su marido y su hermano. Se la describió como mujer de convicciones profundas, incluidas las religiosas, sensible y culta. Fue conocida en el entorno familiar como Lola, y en el exilio mexicano como Doña Lola.

### Matrimonio
Su hermano mayor, Cipriano Rivas Cherif, era amigo íntimo de Azaña. Se conocieron en las veladas en casa de la familia Rivas Cherif y comenzaron sus relaciones en 1927. La obra La Corona está dedicada a ella. Dada la diferencia de edad, el desarrollo de la relación no fue sencillo. Azaña escribió una nota en sus diarios, el 10 de julio de 1927:

"¿De qué estoy yo tan tiernamente enamorado?, ¿es de una graciosa persona?, ¿es del amor?, ¿es de mi capacidad de ternura que busca empleo, y con él, una dicha comunicable, quizá la postrera en mi vida? Yo no lo sé. Anoche pasé un momento angustioso, las conveniencias sociales, que ni aun para descifrar un enigma debo romper, me impiden una explicación, un diálogo, contraste de la realidad de mi sueño. Y yo no podía más, temí que iba a decirlo a voces delante de todos. Estaba transido. Ello lo sabe tiempo ha, y es cruel sin darse cuenta. ¿Será locura y me tratará como a un loco? Desde mi conveniencia personal es cuando menos una extravagancia, una aventura imprudente, trastornaría mi modo de vivir. Ciertos consejos del egoísmo me inducen a retirarme a mis trincheras, pero la dicha de revelarle amor siendo ella tan sensible, tan capaz, vale más que todo. La situación es absurda, yo no tengo la libertad que tendrá otro cualquiera para salir con ella. No sé qué hacer y, entretanto, divago, me atormento y me entristezco"

Cuando Azaña le confesó a Cipriano su enamoramiento, este estaba seguro de la negativa de su hermana. Azaña se declaró en un baile de Carnaval organizado por la familia Caro-Baroja en su casa madrileña de la calle Mendizábal. Él se presentó vestido de cardenal y ella de dama del Segundo Imperio. Se casaron el 27 de febrero de 1929. Ella tenía 25 años de edad y él 49 y era funcionario distinguido del Ministerio de Gracia y Justicia. La boda se celebró en la iglesia de los Jerónimos de Madrid, con un té posterior en el hotel Ritz, y viaje de novios a París y los Países Bajos.
Acompañaba con frecuencia a su marido. Estaba con él cuando se firmó el Pacto de San Sebastián en 1930, y estaba con él en su despacho cuando se produjo la Sanjurjada en 1932. Cuando lo detuvieron en Barcelona en 1934, enseguida se desplazó a la ciudad condal, acompañada por su hermano Cipriano y el diputado Mariano Ansó, siendo acosados durante el viaje en tren por elementos policiales. Pasó un mes antes de que pudo verlo sin restricciones, el 12 de noviembre.

### Guerra civil
Dos días antes del levantamiento, el 16 de julio, había ido a visitar a unos sobrinos enfermos en Guadarrama. Azaña dio la orden a Cándido de Oliva, secretario general de la Presidencia, para que fuera a buscarla. Rivas Cherif se mantuvo junto al presidente en todo momento, en todas sus residencias oficiales. También estuvo en la residencia del Palacio de la Ciudadela de Barcelona (1936), en el Monasterio de Monserrat, La Pobleta (Valencia) en 1937, finca La Barata, cerca de Tarrasa. Tras la derrota de la Batalla del Ebro, lo acompañó también al castillo de Peralada y otros alojamientos hasta la salida definitiva del país.
Durante su estancia en la residencia de La Pobleta (Valencia), en 1937, López Mezquita pintó su retrato, conservado en su domicilio mexicano frente al de su marido.

### Primer exilio en Francia
Acompañó a su marido en su salida al exilio el 5 de febrero de 1939, y pasaron caminando la frontera con Francia. Residieron en varios lugares (Collonges-sous-Salève, París, Ginebra, Pyla-sur-Mer) hasta la muerte de Azaña en 1940 en Montauban. Cuando en 1940, tras la caída de Francia, Negrín ofreció a Manuel Azaña su traslado en barco a Inglaterra, este no aceptó al no haber pasaje también para su mujer. Fue ella quien realizó continuas gestiones con el embajador de México en Vichy, Luis I. Rodríguez, para materializar la oferta de asilo político del presidente de México, el general Cárdenas. Al conocerse la detención de su hermano Cipriano, constan cartas de Dolores Rivas Cherif solicitando clemencia al Papa Pío XII y al mismísimo Franco, entre otros muchos.
Existe polémica sobre si en el momento de su muerte Azaña comulgó y recibió la extremaunción. Dolores mandó llamar al obispo de la ciudad, monseñor Pierre-Marie Thèas. Los historiadores ponen en duda las manifestaciones del obispo sobre la aceptación voluntaria de los sacramentos, pese a las profundas convicciones religiosas de su mujer. Dolores Rivas Cherif negó que su marido confesase y comulgase en su lecho de muerte en una entrevista concedida en 1985 a TVE, y aclaró que llamó al obispo en calidad de amigo.

### Exilio definitivo en México
Posteriormente recibió asilo político en México, donde residió hasta su muerte en 1993. Llegó al puerto de Veracruz el 23 de junio de 1941. Se dispone de pocos datos sobre sus largos años de vida en México, donde se mantuvo discretamente apartada de la política, aunque dedicó esfuerzos a recuperar la obra de su marido. Una de los pocas pertenencias que pudo rescatar en su precipitada salida de España fueron los retratos al óleo de Azaña y de ella, pintados por López Mezquita en 1936, que siempre presidieron el salón de su casa mexicana. Sólo una vez salió del país, para visitar Francia, donde reposaban los restos de su marido.
Su última residencia se encontraba en la colonia de Cuauhtémoc, al cuidado de su sobrina Susana Rivas, hija de su hermano Cipriano.
Murió a los 89 años, en su casa, de un paro cardíaco. La familia mantuvo durante unas horas el suceso en secreto para celebrar una ceremonia íntima a la que asistieron 50 personas vinculadas al exilio republicano. Está enterrada en el panteón español de Ciudad de México, junto a su hermano Cipriano.

## Reconocimientos durante la transición democrática
Dolores Rivas Cherif recibió algunas consideraciones especiales durante los años de la transición a la democracia. Durante la primera visita a México del Rey Juan Carlos, en 1978, tras normalizarse las relaciones entre ambos países, Rivas Cherif acudió a la recepción en la embajada española como una española más, donde mantuvo un encuentro informal. Este acto simbólico de reconciliación y aceptación de la nueva legitimidad se consideró importante, y la familia real le hacía llegar un ramo de flores en todas las ocasiones en que visitaban el país.
En su encuentro con el rey le comentó que, si su marido hubiera vivido hasta 1978, le hubiera gustado, como a cualquier español, ser testigo de la histórica reconciliación de un país que, tras una siniestra dictadura encabezada por el general Franco, hasta poco antes de esa fecha parecía irreconciliable.
Recibió una medalla de plata conmemorativa de la Constitución Española de 1978, enviada por el presidente del Congreso de los Diputados,
En 1978 el gobierno español le concedió una pensión de viudedad correspondiente al 40% del sueldo de un jefe del Estado, alrededor de dos millones de pesetas al año. Hasta entonces había vivido prácticamente de la ayuda familiar e incluso de algunos trabajos caseros que, sobre todo en los primeros años del exilio, le ayudaron a salir adelante.
Constan también contactos con los presidentes Leopoldo Calvo-Sotelo y Felipe González en sus visitas al país.
En 1982 recibió una medalla conmemorativa de la Universidad Internacional Menéndez Pelayo, símbolo del mérito de la mujer exiliada. El galardón lo recogió el embajador de España en México, Emilio Casinello.
El ministro del Interior, José Barrionuevo, se puso en contacto con ella para comunicarle el hallazgo de los archivos de su marido, encontrados en 1984 en unos calabozos policiales de Madrid, aunque nunca llegó a verlos. No obstante ella decidió que quedaran custodiados por el estado.
Desde 1991 dispuso de pasaporte diplomático que le entregó personalmente en su domicilio el embajador, Alberto Aza, por su condición de viuda de jefe de Estado.